# Friedrich Eberhard
Friedrich Ernst Eberhard (* 9. Januar 1782 in Dillenburg; † 11. März 1835 ebenda) war ein nassauischer Jurist, Offizier und Politiker.

## Leben

### Herkunft und Familie
Friedrich Eberhard wurde als Sohn des Justiz- und Konsistorialrats sowie nassau-oranischen Geheimrats Jacob Friedrich Eberhard (1722–1791) und dessen Frau Elisabeth Wilhelmine Henriette geborene Reinhard (1744–1816, Tochter von Johann Jacob Reinhard) geboren.
Seine Brüder Christian (1787–1854) und Jacob Heinrich (1775–1838) waren ebenfalls Politiker.
Am 31. Januar 1815 heiratete er in Dillenburg Katharina Konradine Geiße (1792–1839, Tochter des Gastwirts Otto Heinrich Geiße und der Catharine Philippine Weidenbach). Aus der Ehe stammten mehrere Kinder, darunter der älteste Sohn Wilhelm Heinrich, der 1814 im Alter von acht Jahren verstarb.

### Ausbildung und politische Betätigung
Nach dem Abitur an der Lateinschule Dillenburg absolvierte er ein Studium der Rechtswissenschaften an der Philipps-Universität Marburg und der Georg-August-Universität Göttingen. Nach einer Tätigkeit als Advokat war er in den Jahren von 1803 bis 1806 als Akzessist im herzoglichen Kammersekretariat und in der Zeit von 1806 bis 1808 und von 1813 bis 1814 in der Rentkammer eingesetzt.
In den Jahren von 1818 bis 1824 hatte er ein Mandat in der Deputiertenkammer des Nassauischen Landtags, gewählt aus der Gruppe der Grundbesitzer des Wahlkreises  Weilburg.
1825 kam er wieder in den Landtag, dieses Mal gewählt aus der Gruppe der Grundbesitzer des Wahlkreises Dillenburg. Er gehörte zu den 15 Abgeordneten (von 22 Deputierten), die aus Protest gegen den Pairsschub von 1831 im Rahmen des Nassauischen Domänenstreites den Landtag boykottierten. Aus diesem Grunde wurde sein Mandat aberkannt. Sein Nachfolger wurde Johann Müller.

### Laufbahn in der Nassauischen Armee
1814 meldete er sich freiwillig zum Militärdienst in der Nassauischen Armee, als diese nach der französischen Kapitulation sich von der Bündnisverpflichtung löste und das 2. Infanterieregiment den Niederländern überließ. So kämpften nassauische Soldaten in der Schlacht bei Waterloo in der niederländisch-englischen Armee und errangen gegen Napoleon Bonaparte einen entscheidenden Sieg, der zum Ende seiner Herrschaft führte. Eberhard war an der Schlacht beteiligt und Erster Leutnant im 2. Bataillon des 28. Oranien-Nassau Regiments. Die überlebenden nassauischen Soldaten erhielten die Waterloo-Medaille. Er wurde zum Hauptmann befördert und 1816 in dieser Position in den Ruhestand versetzt, bei gleichzeitiger ehrenhalber Übernahme in den nassauischen Staatsdienst.